# 1450
Évszázadok: 14. század – 15. század – 16. század
Évtizedek: 1400-as évek – 1410-es évek – 1420-as évek – 1430-as évek – 1440-es évek – 1450-es évek – 1460-as évek – 1470-es évek – 1480-as évek – 1490-es évek – 1500-as évek
Évek: 1445 – 1446 – 1447 – 1448 –  1449 – 1450 – 1451 – 1452 – 1453 – 1454 – 1455

## Események
- február 25. – Francesco Sforza zsoldosvezér ragadja magához a hatalmat Milánóban és herceggé nyilvánítja magát (1466-ig uralkodik), ezzel véget vet a köztársaságnak és megalapozza a Sforza-ház hatalmát.
- március – A franciák megostromolják Caen városát, melyet a franciaországi angol seregek főparancsnoka, Edmund Beaufort, Somerset hercege véd.
- március 28. – A mezőkövesdi béke értelmében Jiskra János megtarthatja a bányavárosokat.
- április 15. – A formingny-i csatában a Clermont grófja vezette francia sereg megveri a Caen felmentésére érkező angol sereget.
- május 8. – Angliában kitör a Jack Cade-lázadást VI. Henrik angol király ellen.
- június 17. – Hunyadi János ligát köt Garaival és Újlakival, Hunyadi László eljegyzi Garai Annát, Hunyadi Mátyás pedig Cillei Erzsébetet.
- június 18. – A sevenoaksi csatában a királyhoz hű erők legyőzik a lázadókat és leverik a Jack Cade vezette felkelést.
- július – Hunyadi János sereggel tör Szerbiára, mire Brankovics György kiadja fiát,  Lászlót.
- július 6. – Caen és környéke francia kézre kerül.
- augusztus 2. – Francia kézre kerül Cherbourg és környéke, az utolsó angol terület Normandiában.
- október 22. – Hunyadi János békét köt III. Frigyes császárral, ennek értelmében V. László 18 éves koráig Frigyesnél marad, aki megtarthatja a koronát és a kezén levő városokat.
- A barcelonai egyetem alapítása.
- VIII. Károly svéd király lemond a norvég trónról I. Keresztély dán király javára, ezzel állandósul a dán uralom Norvégia felett.

## Születések
- Josquin des Prez, flamand zeneszerző, a reneszánsz kor közepének legnevesebb komponistája
- Heinrich Isaac, flamand zeneszerző
- Loyset Compère, francia zeneszerző
- Arnolt Schlick, német zeneszerző és orgonista

## Halálozások
- július 12. – Jack Cade, az 1450-es angliai lázadás vezetője (* 1420)